# 최진희
최진희 (본명: 최명숙, 崔辰熙, 1957년 1월 3일 ~ )은 대한민국의 가수로, 〈한울타리〉의 멤버였다.
현재 거주지는 경기도 의왕시 내손동이다.

## 생애
최진희는 충청남도 아산시 인주면에서 태어났다. 고등학교 3학년 때 친구와 상경해 오아시스레코드사의 오디션에 합격하였으여, 데뷔 초창기 음악 학원에 드나들다가 또래 여자아이들과 뜻을 모아 6인조 밴드 《양떼들》을 결성해 활동하였다. 그 후 명동 등지 클럽에서 실전 경험을 쌓았으며, 호텔 삼정과 도쿄 등 유명한 나이트클럽으로 옮겨 다니면서 실력 있는 밴드로서 인정받기 시작했다. 가창력이 돋보인 최진희는 1982년 호텔 엠버서 나이트클럽에서 활동할 때 또 다른 팀인 《에이원쇼》의 악단장인 김희갑의 눈에 띄어 김희갑이 맡았던 KBS 드라마 《청춘행진곡》의 주제가였던 〈그대는 나의 인생〉을 부르며, 하루아침에 스타가 되었다. 뒤늦게 결성한 그룹사운드 <한울타리>의 첫번째 음반을 발매하게 된 〈그대는 나의 인생〉은 베이스 기타 주자였던 허영래와 같이 부른 곡으로 한울타리라는 이름으로 발표되었다. 이 곡은 1984년도 라디오 방송횟수 1위를 기록할 만큼 선풍적인 인기를 끌었다.
최진희는 1984년에 김희갑의 곡으로 수록된 데뷔 앨범을 발표하면서 솔로로 활동하기 시작하였다. 그 중 타이틀 곡이었던 〈사랑의 미로〉는 감미로운 발라드풍 멜로디와 서정스러운 가사로 이루어진 곡으로 폭발하는 듯한 반응을 끌어모아 국민 애창곡으로 등극하였다. 그러나 이곡은 김중순 작사 태원 노래의 <너의 사랑> 이 원곡이다. 특히 이 곡은 조선민주주의인민공화국 외국민요집에 수록되어 있으며, 당시 국방위원장 김정일의 애창곡으로 알려져 북한에서도 많은 인기를 얻기도 하였다.
〈그대는 나의 인생〉하고 〈사랑의 미로〉를 부르면서 스타덤에 올랐던 최진희는 1985년부터 KBS 10대 가수상을 받았으며, MBC 드라마 《물보라》의 주제가였던 〈물보라〉로 제21회 백상예술대상에서 주제가상을 받았으며, 1986년 〈바람에 흔들리고 비에 젖어도〉를 불러 서울국제가요제에서 금상을 받는 등 많은 상을 받았으며, 김수희, 심수봉, 주현미 등과 1980년대 트로트 중흥 시대를 대표하는 가수로 4각(四却) 체제를 이루었을 만큼 많은 인기를 얻었지만 최진희는 트로트 성향을 보이면서 포크풍·발라드풍을 약간 혼합한 듯한 곡을 자주 불렀다.
1987년 〈우린 너무 쉽게 헤어졌어요〉가 수록된 앨범도 무려 50만 장 이상이 팔릴 만큼 1980년대 가요계를 주름잡았으며, 뉴질랜드 ABU 가요제 금상을 받았다. 1989년에 〈미련 때문에〉를 발표하면서 트로트로 성향을 바꾸며 일본 NHK TV에 출연하고 일본의 음반사와 계약해 일본에도 진출하였으며, 같은 해 이수만과 롯데칠성음료의 따봉주스 CF에도 출연하였다. 1991년에는 음반 판매량을 기준으로 상을 받는 골든디스크상을 비롯하여 KBS 10대 가수상을 받았다. 트로트에만 치중하지 않고 발라드와 포크 곡도 많이 불렀으며, 그 중에서 1994년에 히트한 〈꼬마인형〉과 1999년에 히트한 〈천상재회〉가 대표이고 30대에서 40대 주부에게 영향을 끼치면서 인기가 급상승하였다.
2003년 임종수 작곡으로 유갑순이 1983년에 발표한 <기억>이라는 곡을 본인이 새로 가사를 써서 리메이크한 트로트 〈가져가〉로 활동했으며, 2005년에 1978년에 혼성그룹 작은새의 여성 멤버였던 노두옥이 1978년에 발표한 〈미워도 내사랑은〉을 제목을 새로 달고 댄스리듬으로 편곡하여 발표한 〈여정〉을 히트시켰으며, 트로트 인기 차트에서 상위권을 석권했다. 2008년 여러 사정이 겹쳐 몇년 간 잘 활동하지 못 했다고 밝혔다. 2012년 MBC 설 특집 프로그램 《나는 트로트 가수다》에 출연하였으며, 2013년 12월 최진희 데뷔 30주년 천상콘서트를 개최하였다. 2015년, MBC 예능 프로그램 《미스터리 음악쇼 복면가왕》에 출연하여 뛰어난 음악 실력을 보여주었다.

## 가족
- 고모는 1961년 연극〈청포도 극회〉로 데뷔한 배우 최선자다.

## 데뷔
- 1983년 노래 "그대는 나의 인생"

## 정규 음반
- 2014년 16집 《사랑은 어떻게 생겼을까/ 와인》
- 2008년 15집 《아니면 어떡하니/ 여의남》
- 2005년 14집 《여정/ 아름다운 추억》
- 2002년 13집 《가져가/ 하필이면》
- 2000년 12집 《큰걸음/ 사랑의 무게》
- 1999년 11집 《천상재회/ 알고 있나요》
- 1994년 10집 《남자에게/ 꼬마인형》
- 1992년 9집 《슬픈고백/ 그 여자가 가는 곳은》
- 1991년 8집 《사랑의 열쇠/ 수선화》
- 1990년 7집 《재회/ 아름다운 이별》
- 1989년 6집 《미련 때문에/ 추억의 연가》
- 1988년 5집 《내 인생의 물결/ 강변에서》
- 1987년 4집 《가버린 당신/ 얼룩진 일기장》
- 1986년 3집 《어디로 가나/ 여심》
- 1984년 2집/솔로 1집 《사랑의 미로/ 물보라》
- 1983년 1집/한울타리 1집 《그대는 나의 인생/ 눈물의 승차권》

## 출연작
CF
- 1989년 ~ 1990년 롯데칠성음료 델몬트 따봉 쥬스 (이수만과 함께 출연)

드라마
- 1996년 MBC 《달콤한 인생》 - 최수민 역

예능
• 2020년 TV조선 《신청곡을 불러드립니다-사랑의 콜센타》 - 게스트
- 1994년, 2004년, 2020년 KBS2 《TV는 사랑을 싣고》- 게스트
- 2015년 MBC 《미스터리 음악쇼 복면가왕》 - 윙윙윙 고추잠자리
- 2012년 MBC 《나는 트로트 가수다》

## 가족 관계
- 배우자 : 유승진
- 고모 : 최선자
- 고모부 : 구석봉

## 수상 경력

### 시상식
- 2018년 제9회 대한민국 대중문화예술상 국무총리 표창
- 2004년 선행연예인 대통령상
- 2003년 제23회 KBS 가요대상 트로트 부문 여자가수상
- 2003년 제12회 SBS 가요대전 트로트 부문 여자가수상
- 1999년 제14회 대한민국 연예예술상 전통가요부문 여자가수상
- 1995년 KBS 10대 가수상
- 1994년 제1회 한국가요작가협회 가요대상
- 1993년 KBS 10대 가수상
- 1992년 KBS 10대 가수상
- 1991년 KBS 10대 가수상
- 1991년 제6회 대한민국 연예예술상 전통가요부문 여자가수상
- 1991년 제6회 골든 디스크상
- 1990년 제10회 KBS 가요대상 올해의 가수상
- 1990년 KBS 10대 가수상
- 1990년 MBC 10대 가수상
- 1989년 KBS 10대 가수상
- 1988년 KBS 10대 가수상
- 1987년 KBS 10대 가수상
- 1987년 ABU 가요제 금상
- 1986년 MBC 10대 가수상
- 1986년 MBC 국제 가요제 금상
- 1985년 KBS 10대 가수상
- 1985년 제21회 백상예술대상 주제가상 《선곡: 물보라》
- 1985년 제21회 한국연극영화협회예술상 주제가상 《선곡: 물보라》

### 가요 프로그램 1위
| 연도            | 수상 내역 (총 5회) |
| --------------- | --- |
| 1985년 (총 1회) | - 사랑의 미로 (총 1회) - 12월 18일 KBS 《가요톱텐》 1위 |
| 1986년 (총 4회) | - 사랑의 미로 (총 4회) - 1월 8일 KBS 《가요톱텐》 1위 - 1월 15일 KBS 《가요톱텐》 1위 - 1월 22일 KBS 《가요톱텐》 1위 - 1월 29일 KBS 《가요톱텐》 1위 (5주 연속) (골든컵) |